# Vélez de Benaudalla
Vélez de Benaudalla là một đô thị trong tỉnh Granada, Tây Ban Nha. Theo điều tra dân số 2006 (INE), đô thị này có dân số là 2965 người.